# República Socialista Soviética da Letônia
A República Socialista Soviética da Letónia (português europeu) ou  da Letônia (português brasileiro) (em letão: Latvijas Padomju Sociālistiskā Republika; em russo: Латвийская Советская Социалистическая Республика; romaniz.: Latviyskaya Sovetskaya Sotsialisticheskaya Respublika) ou República Socialista Soviética Letã foi uma das repúblicas que formavam a extinta União das Repúblicas Socialistas Soviéticas (URSS).
A antiga república independente da Letônia (1918–1940) foi abolida devido à invasão soviética de 17 de Junho de 1940. Respaldados pelo Pacto Molotov-Ribbentrop de 23 de Agosto de 1939, os soviéticos invadiram o Leste Europeu, estabelecendo estados-fantoche. O nome RSS da Letônia foi dado ao governo fantoche estabelecido pelos soviéticos na Letônia em 21 de Julho de 1940.
Anexada formalmente à União Soviética em 5 de Agosto de 1940, foi ocupada pela Alemanha Nazista em 1941 e só foi retomada pelos soviéticos em 1944-1945.
As potências ocidentais consideraram a invasão e anexação da Letônia pela URSS ilegal. Sem reconhecer o novo Estado, tais potências mantiveram relações diplomáticas com representantes da República Independente da Letônia. O reconhecimento da RSS da Letônia como parte oficial da União Soviética nunca foi feito pelas potências ocidentais.
Além das perdas materiais devido à guerra, centenas de civis foram mortos e dezenas de centenas de pessoas foram deportadas da Letônia pelas autoridades soviéticas até a morte de Josef Stalin em 1953. Em comparação a outras partes da URSS, a economia fluiu melhor e hoje a Letônia é uma das antigas repúblicas da URSS mais rica.
Na Letônia soviética foi criada ou melhorada a capacidade industrial, automotiva e fábricas tecno-elétricas, assim como a indústria de processamento de comida, tubos de petróleo e portos com reservatórios de petróleo, graças ao investimento do governo central da URSS. Porém a Letônia sofre com uma deficiência na lavoura. Os agricultores foram movidos da Rússia, o que inclui um fluxo de cidadãos soviéticos não-letões para Letônia. Após 40 anos neste processo, a população não-letã era quase a metade de Riga, e era maioria nas cidades de Ogre e Jelgava. Isso aumentou a crise demográfica sobre os letões, que temiam tornar-se minoria dentro de sua própria terra.
A RSS da Letônia, assim como as outras repúblicas bálticas, ganharam grande autonomia no final dos anos 1980. Em 1988 foi permitido usar a Antiga Bandeira utilizada antes da Guerra, substituindo a bandeira da RSS da Letônia como bandeira Oficial em 1990. Os candidatos letões Pró-Independência ganharam dois terços do Supremo Conselho nas eleições democráticas de Março de 1990. Em 4 de Maio 1990, o conselho declarou a intenção de restaurar a independência total da Letônia após o período de transição através de negociação com a URSS. Esta foi a data que a RSS da Letônia foi renomeada para República da Letônia.
Entretanto, o poder central em Moscou continuou a considerar a Letônia uma república soviética em 1990-1991. Em Janeiro de 1991 políticos soviéticos e forças militares tentaram sem sucesso acabar com a legitimidade das autoridades da Letônia com a ocupação da Casa Pública Central em Riga e estabelecer um Comitê Nacional de Salvação para usurpar as funções do governo. Durante o período de transição, Moscou manteve muitas centrais de autoridade do governo soviético na Letônia. Em relação a isso, setenta e três por cento de todos os residentes na Letônia confirmaram suas forças para dar suporte à Independência no referendo de 3 de Março de 1991. Uma grande parte de descendentes russos votaram contra.
A República da Letônia declarou o fim do período de transição e restaurou sua total independência em 21 de Agosto de 1991, contrariando a falida cúpula soviética. Letônia, assim como Lituânia e Estônia de fato deixaram de ser parte da URSS quatro meses depois da União Soviética deixa de existir (26 de Dezembro de 1991). Antes, em 6 de Setembro, a independência dos três estados bálticos foi oficialmente reconhecida pela URSS.
Hoje a República da Letônia é um dos três países bálticos, oficialmente uma continuação do estado soberano que era independente em 1918-1940, antes da invasão soviética, e não aceita qualquer conexão legal com a RSS da Letônia. Depois da independência, o Partido Comunista da Letônia não teve continuação, e vários oficiais de alta patente da antiga república soviética foram processados por violação dos direitos humanos.